# Berlin-Lichtenberg (stacja kolejowa)
Berlin-Lichtenberg – stacja kolejowa położona na wschodzie Berlina, na granicy dzielnic Rummelsburg oraz Lichtenberg, w okręgu administracyjnym Lichtenberg obsługująca połączenia w kierunku Polski i innych krajów Europy Środkowej oraz Europy Wschodniej, a także pociągi szybkiej kolei miejskiej S-Bahn. Stacja stanowi pod względem taryfowym wschodnie zakończenie Stadtbahn i leży pod wiaduktem Berlin Frankfurter Allee.

## Dworzec dalekobieżny i kolei miejskiej

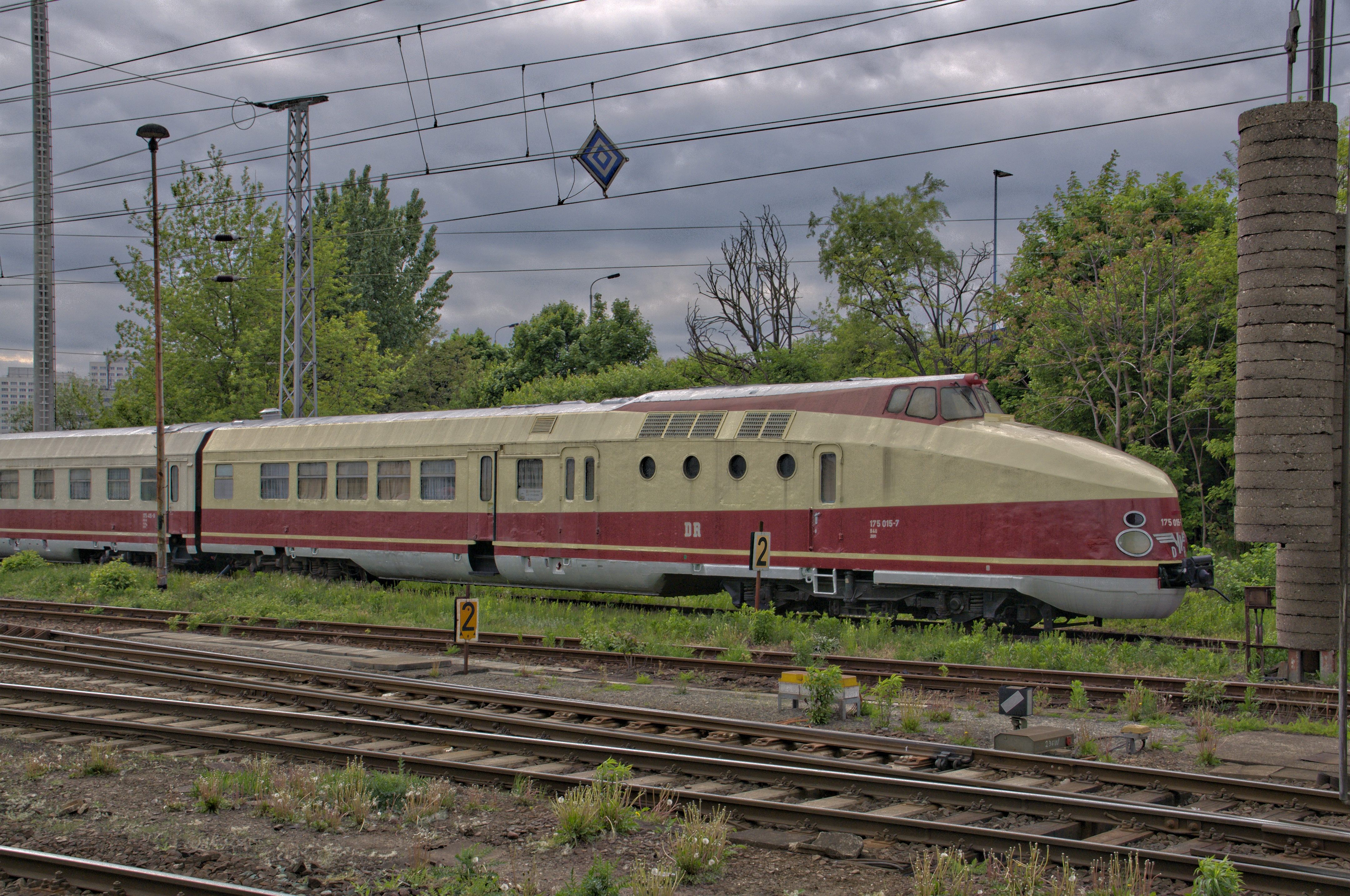
Zespół trakcyjny Baureihe VT 18.16, jako eksponat muzealny odstawiony na stacji Berlin-Lichtenberg

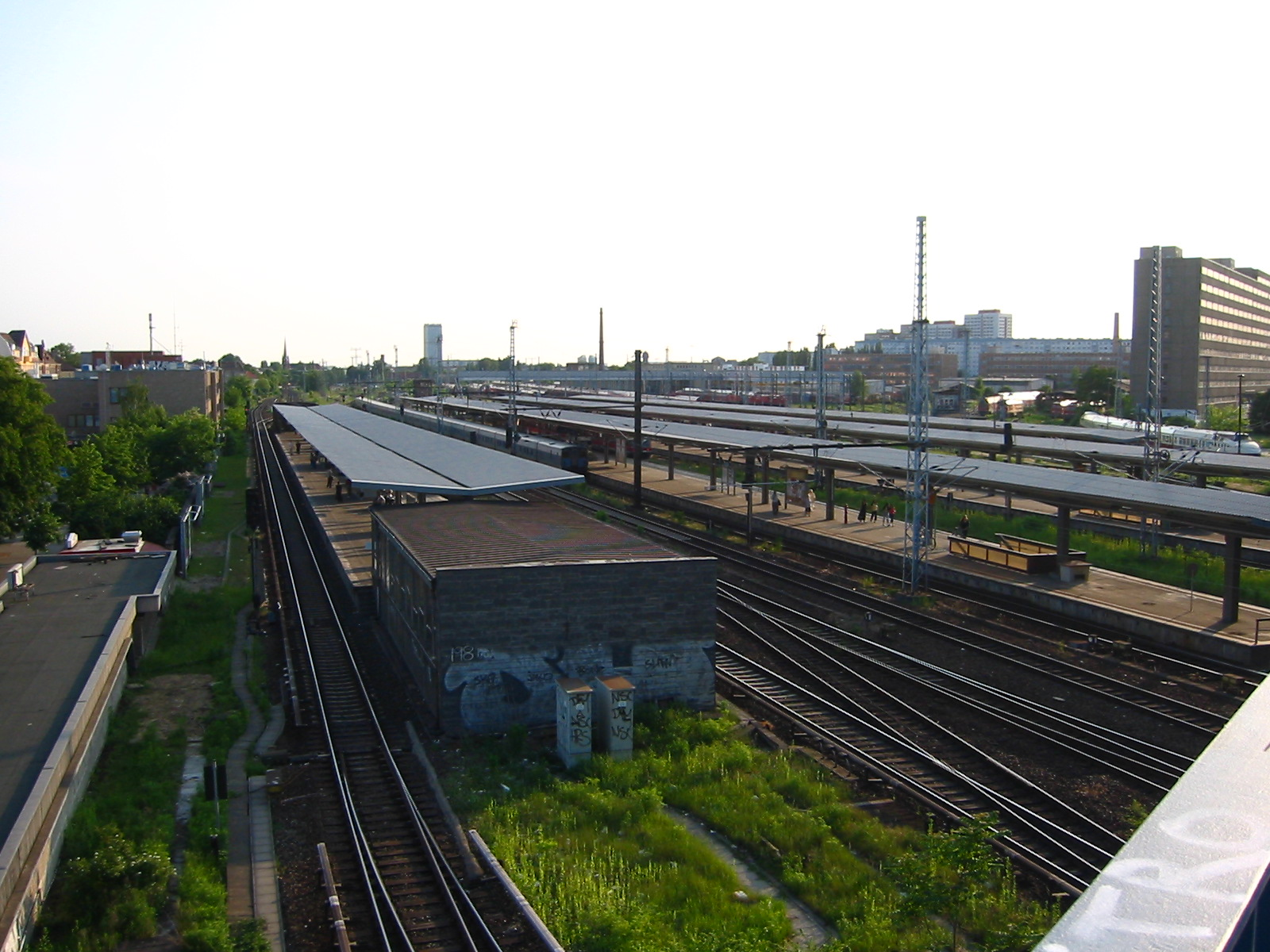
Widok z wiaduktu Frankfurter Allee

Stację otwarto w 1881 jako niewielką stację Pruskiej Kolei Wschodniej (niem. Preußische Ostbahn) pod nazwą Lichtenberg, rok później przemianowano ją na Lichtenberg-Friedrichsfelde, gdyż leżała bliżej wsi Friedrichsfelde, mimo że jej tereny należały do Lichtenberga. Była to zarówno stacja osobowa, jak i dworzec manewrowy przy wjeździe do stolicy. Obecny peron szybkiej kolei miejskiej powstał jako pierwszy z czterech peronów dworca. Początkowo zatrzymywały się przy nim również pociągi dalekobieżne Pruskiej Kolei Wschodniej, jednak po otwarciu Stadtbahn 7 lutego 1882 skierowano je do Dworca Wschodniego i przejeżdżały one przez stację bez zatrzymania. Od 1901 omijały one dworzec nową, bezkolizyjną trasą od południa, zaś dworzec służył wyłącznie pociągom lokalnym. Wkrótce zbudowano drugi peron, dla pociągów dalekobieżnych na Wriezener Bahn.
1 października 1920 Lichtenberg wcielono do Berlina, a w 1938 nadano mu obecną nazwę Bahnhof Berlin-Lichtenberg. Od 6 listopada 1928 zaczęły przez stację kursować elektryczne pociągi S-Bahn, zaś w styczniu kolejnego roku zlikwidowano na nich trakcję parową. Dworzec manewrowy został zamknięty po II wojnie światowej przez wschodnioniemieckie koleje DR i przebudowany na używaną do dziś grupę odstawczą dla pociągów pasażerskich. W latach 1975–1977 zbudowano nad północno-wschodnim zakończeniem peronów wiadukt drogowy z ośmioma pasami ruchu, przez który wiodą drogi B1 i B5. W latach 80. XX wieku w czasie wieloletniej przebudowy Dworca Wschodniego Lichtenberg stał się de facto głównym dworcem Berlina Wschodniego, mimo że to miano uzyskał w 1987 właśnie Dworzec Wschodni. Między 1976 a 1980 dodano na lichtenberskim dworcu ze względu na wzmożony ruch trzeci peron (oznaczony literą D) dla pociągów dalekobieżnych po tym, jak w 1952 otwarto drugi (C). W czasie przebudowy kolej miejska zatrzymywała się na tymczasowym peronie, położonym dalej na południowy zachód. W latach 90. XX wieku gruntownie przebudowano wnętrze budynku wejściowego, budując nowy zespół kas i sklepy umieszczone na antresoli.

## Stacja metra

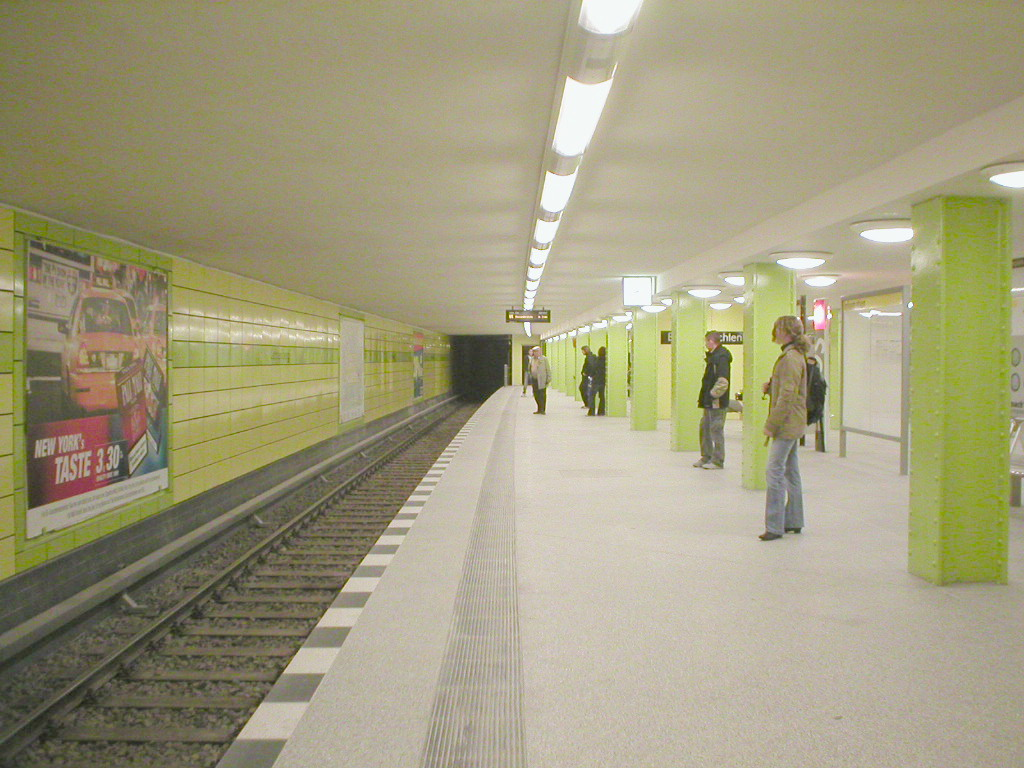
Stacja metra po przebudowie

21 grudnia 1930 otwarto stację metra Lichtenberg (Zentralfriedhof), położoną na nowej linii E przy północno-wschodnim skraju stacji. Linia obsługiwała od tego dnia trasę Alexanderplatz – Friedrichsfelde. Architekt Alfred Grenander zaprojektował tę stację w formach modernizmu, o prostym, geometrycznym kształcie wnętrza. Ściany pokrywały wielkie żółte kafle. Ze względu na położenie główki szyny torów metra 7,30 m pod torami kolejowymi dworca, wnętrze hali peronowej ma wysokość tylko 2,80 m.
W 1935 sprecyzowano nazwę stacji, odtąd nazywała się Bahnhof Lichtenberg. W 1940, w czasie II wojny światowej, wbudowano w stację schron obrony przeciwlotniczej, podobnie jak na stacjach metra Berlin-Gesundbrunnen, Berlin Hermannstraße, Nollendorfplatz i Berlin Alexanderplatz. Mimo znacznych zniszczeń, jakich doznała linia E, stacja Lichtenberg pozostała nieuszkodzona. Nie dotarła do niej też woda z Landwehrkanal, która zalała w początku maja 1945 znaczną część podziemnej sieci metra.
Między czerwcem a wrześniem 2004 stacja została wraz z całą linią E gruntownie odnowiona, m.in. wymieniono kafle na żółte emaliowane płyty w nieco większym formacie, zaś peron przesunięto o kilkanaście metrów w kierunku wschodnim w celu lepszego połączenia ze stacją.

## Znaczenie komunikacyjne
Ze stacji Berlin-Lichtenberg odjeżdżają pociągi międzynarodowe do Królewca, Warszawy, Kijowa, Mińska, Moskwy, a także do miast Syberii i Kazachstanu. Na stacji zatrzymują się ponadto pociągi nocne łączące Berlin z różnymi miastami Niemiec.
Stacja obsługuje połączenia regionalne z Templinem, Kostrzynem nad Odrą, Werneuchen, Tiefensee i Frankfurtem nad Odrą przez Eberswalde oraz linię Rostock-Gera prywatnego przewoźnika Connex. Lichtenberg jest też ważnym węzłem komunikacji miejskiej Berlina. Na stacji zatrzymują się dwie linie S-Bahn oraz linia metra U5, obsługują go dwie linie tramwajowe i kilka autobusowych.